# 马丁·德米凯利斯
马丁·加斯东·德米凯利斯（西班牙語：Martín Gastón Demichelis，發音：[maɾˈtin demiˈtʃelis]；1980年12月20日—），已退役阿根廷職業足球員，绰号「将军」，司職後衛，曾效力英超及德甲勁旅曼城及拜仁，以及西班牙球队馬拉加。現時執教墨西哥勁旅蒙特雷。

## 生平
他曾效力阿根廷聯賽勁旅河床，自2003年起便效力德甲的拜仁慕尼黑，至今為該隊上陣超過100場。2007/08年赛季德米凯利斯与卢西奥组成德甲最牢固的中卫搭档，创造拜仁单赛季仅失21球的德甲纪录。隨著年歲漸長，迪米捷利斯的失誤增多，逐漸失去正選席位，2010/11年球季更淪為第四或第五中堅人選，於2010年12月31日以借將身份轉投西甲護級份子馬拉加直到球季結束，更可以300萬歐元在季後正式加盟。
2017年5月15日，德米凯利斯宣布退役。

## 榮譽
河床
- 阿甲：2002,2003

拜仁慕尼黑
- 德甲：2005,2006,2008,2010
- 德國盃：2005,2006,2008,2010
- 德國聯賽盃：2004,2007
- 德國超級盃：2010

曼城
- 英超:2014
- 英格兰联赛杯:2014,2016

## 私人生活
迪米捷利斯持有義大利護照。

## 外部連結
- 马丁·德米凯利斯在National-Football-Teams.com的資料
- Career details